# ماريانا باخون
ماريانا باخون لوندونو (بالإسبانية: Mariana Pajón) ولدت في ميديلين، أنتيوكيا (10 أكتوبر عام 1991) هي راكبة دراجات كولومبيّة. حصلت على المرتبة الأولى في التصنيف العالمي لجامعة كيب تاون، كما أنها حاصلة على الميدالية الذهبية في دورة الألعاب الأولمبية في لندن عام 2012، والحاصلة أيضا على الجائزة الأولومبية الأولى في حسابها الشخصي والحاصلة على المرتبة الثانية في تاريخ دورة الألعاب الأولمبية الكولومبية. وقد منحتها الحكومة الكولومبية صليب بوياكا وذلك لحصولها على ميدالية في هذه الدورة. 
بالإضافة إلى كونها بطلة أولومبية فقد فازت باخون في عدد من البطولات منها بطولات عالمية ووطنية في الولايات المتحدة أمريكا اللاتينية وغيرها.

## حياتها الشخصية
ولدت ماريانا في ميديلين ,كولومبيا , 10 أكتوبر 1991. هي ابنة كارلوس ماريو وكلوديا لوندونو , اللذان كانا أيضا من الرياضين في شبابهم فوالدها كان يمارس رياضة سباق السيارات ووالدتها تمارس الفروسية.

## البدايات
تعلمت ماريانا ركوب الدراجات عندما كان عمرها ثلاث سنوات وعندما بلغت 4 سنوات قامت بأوائل التدريبات في مسار الدراجات وكان ذلك أول سباق لها والذي نافست فيه ضد سن خمس وست سنوات بسبب عدم وحود الفى ة المناسبة لعمرها. 
في البداية كان هناك بعض المعارضة من قبل بعض أفراد من عائلتها لممارستها رياضة تنافسية وذلك بسبب المخاطر التي يمكن أن تحدث لها بسبب هذه الرياضة، (ماريانا في الواقع , عانت بسبب كسر في الترقوة عندما كانت في الخامسة من عمرها)، والدتها شجعتها على ممارسة ركوب الخيل والجمباز , ولكن دون نجاح، أظهرت ماريانا مهاراتها الرياضية وخاصة في عام 2000, في سن التاسعة , عندما فازت بأول لقب لها , في المنافسة التي أقيمت في الأرجنتين والتي كانت فيها الشابة الوحيدة. 
دعيت إلى معسكر الشباب الذي عقد في إطار دورة الألعاب الأولمبية في بكين سنه 2008، 1 يونيو 2008 فازت ماريانا ببطوله العالم في سباق الدراجات الموتوكروس , والذي عقد في تايوان والصين في فئة جونيور كروزر النسائية، في المسارات الدولية حصلت على لقب النملة الذرية بسبب طريقتها الخاصة في الركض مع الانفجار والعدوانية.

## موسم 2008/2010
اثناء موسم 2008/2009 ماريانا كسبت المنافسات التاليه في جونيور فئه الإناث : 
4/10/2008 بطولة أمريكا الاتينيه شيلى 3 
5/10/2008 بطولة أمريكا الاتينيه شيلى 3 
6/3/2009 بطولة بدان أمريكا الاتينيه كولومبيا 3
7/3/2009 بطولة بلدان أمريكا الاتينيه كولومبيا 3
25/7/2009 1 أستراليا ucl بطولة العالم 
26/7/2009 جونيور كروزر أستراليا 1 ucl بطوله العالم 
25 يوليو عام 2009 حصلت ماريانا على لقب بطولة العالم فئة جونيور للسيدات لعام 2009، والتي عقدت في أديليد، أستراليا. وفي اليوم التالي أثناء نفس البطولة، فازت بلقب بطولة العالم من فئة جونيور كروزر النسائية.

## موسم 2009/2010
ماريانا حصلت على الانتصارات التاليه في فئه النخبة النسائيه 
1/8/2010 1 بطولة العاللم جنوب افريقيا 
29/5/2010 بطولة بلدان أمريكا الاتينيه الإكوادور 3 
21/2/2010 بطولة جاتور الوطنية الولايات المتحده 5
28/5/2010 بطولة سلسله تصنيف أمريكا الاتينيه الإكوادور 5
1أغسطس عام 2010 توجت ماريانا بطلة العالم فئه نخبه كروزر النسائيه وفازت في السباق النهائي لبطوله العالم لركوب الدراجات الموتوكروس التي عقدت في بيترماريتسبورغ بجنوب افريقيا. حققت راكبه الدراجة الوقت القياسي في هذا السباق وهو 39.421 ثانية.

## موسم 2010/2011
ماريانا فازت بالبطولات التاليه في فئه النخبة النسائيه : 
22/10/2010 بطولة أمريكا الاتينية شيلى 5 
23/10/2010 بطولة أمريكا الاتينية شيلى 4 
18/2/2011 بطولة بنديميا الأرجنتين 5 
19/2/2011 بطولة بنديميا الأرجنتين 4 
25/2/2011 بطولة الكأس الدولى البرازيل 5
25/2/2011 بطولة الكأس الدولى البرازيل 4 
19/3/2011 ونتر ناسيونالس الولايات المتحده 4 بطولة 
20/3/2011 ونتر ناسيونالس الولايات المتحده 5 بطولة 
16/5/2011 بطولة بلدان أمريكا الاتينية كولومبيا 3 
4/6/2011 بطولة أوروبا سويسرا 4 
5/6/2011 بطولة أوروبا سويسرا 5 
25/6/2011 بطولة جنوب أمريكا اروبا 5 
26/6/2011 بطولة أمريكا الوسطى والكاريبى اروبا 5 
3/7/2011 بطولة الوطنية الكولومبيه كولومبيا 6 
30/7/2011 بطولة العالم الدنمارك 1

## بطولة العالم لسباق الدراجة الموتوكروس
توجت ماريانا بطلة العالم لسباق الدراجة الموتوكروس في فئه النخبة النسائية , في يوم 30 يوليو سنه 2011 تم الاحتفال ببطولة العالم في هيكلا بارك التي عقدت في كوبنهاغن والدنمارك. حصلت ماريانا على الميدالية البرونزيه بسبب حصولها على المركز الثالث. حيث تجاوزتها البريطانية ريادى شانازى والاستراليه كارولين بوشانان. في المسابقات حصلت على أفضل نجاح. في الواقع خلال دورة التصفيات التي حملت 3 جولات من المنافسة لأربع مجموعات من المنافسين. ماريانا نافست في المجموعه الرابعه حيث حققت المركز الأول في الجولات الثلاث ( وحصلت على المركز الأول كلا من شانازى وسارة والكر في المجموعه الأولى والثانية على التوالى )وتم تصنيفها ضمن الرياضين الخمسة عشر المؤهلين إلى الدور قبل النهائي.في الدور قبل النهائي , قسموا المتسابقات لمجموعتين , كل منهما لديه منافسه فريده من نوعها. صنفت كل مجموعه اربعه اشخاص للنهائي. ماريانا حصلت على المركز الأول في سباقها الخاص في زمن قدره 380491 ثانية. والاخريات اللاتى تم تصنيفهم ضمن النهايات هن النيوزلانديه (سارة والكر , كلاوس ليكي , الامريكيه اريل مارتن وأماندا جيفين , الفرنسيه ماجالى بوتير ,الليتوانيه بيلما ريمسايتى والتشيكوسوفاكيه جانا هوراكوبا ) 
فازت ماريانا في السباق النهائي في زمن قدره 37.0621 ثانيه. وحصلت على المركز الثانى سارة والكر في زمن قدره 38.095 ثانيه , والمركز الثالث حصلت عليه ماجالى بوتير في زمن قدره 38.396 ثانية، بعد فوزها كان بمثابه خيار قوى للفوز بالميدالية الذهبيه في اولمبياد لندن 2012.

### سباق الدراجات لبطولة العالم الموتو كروس الهولندى
كانت ماريانا باخون بطلة العالم في سباق الدراجات الذي اجرى في روتردام هولندا في شهر يوليو ,عندما فازت امام الأمريكية اليس بوست .

### بطولة الألعاب الأمريكية في المكسيك
في 29 سبتمبر عام 2011 تم اعلان ان ماريانا ستكون الرائدة في الوفد الكولمبى في الألعاب الأمريكية بالمكسيك , والذي سيتم في الفترة من 14 إلى 31 أكتوبر من نفس العام .
في المباريات السابقة حصلت ماريانا على الميدالية الذهبية في سباق الدراجات النسائى ة وقد كانت في ذلك الحين في المركز الرابع في التصنيف العالمى في التخصص الرياضى, في الواقع قد قطعت في السباق الاخير مسافة 400 متر في 40118 ثانية , وقد هزمت الامريكيه اريل مارتن التي قطعت المسافة في 42659 ثانية وايضا الأرجنتينية ماريا غابرييلا دياز التي قطعتها في 42971 ثانية وكذلك المتسابقين الاخرين , هذه الميدالية التي حصلت عليها في محمية الغابات الموجوده على الحدود الجنوبية لغوادالاخارا تسمى غابة الربيع ستكون الميدالية الذهبية الثامنة التي حصلت عليها كولومبيا في التاريخ الامريكى .

### الانتصارات في الولايات المتحدة
في فبراير عام 2012 حققت ماريانا باخون في نهاية اسبوع واحد انتصارا في اثنين من المسابقات الهامة في الولايات المتحدة : يوم السبت الموافق 11 فازت بالبطولة القارية لامريكا الشمالية , واصبحت بطلة أمريكا الشمالية , وفي اليوم التالى فازت بالمركز الأول في جاتور ناشونال ,تسببت هذه الانتصارات في صعود الرياضية ماريانا إلى المركز الثانى في التصنيف العالمى للاتحاد الدولى للدراجات تاركة خلفها الأمريكية بروك كرين .

### كأس سوبر كروس
في مارس عام 2012 عانت ماريانا من سقوط اثناء تصفيات السباق الأول للاتحاد الدولى للدراجات السوبر كروس للموسم الذي اقيم في شولا فيستا في كاليفورنيا بسبب هذا لم تستطع ان تستمر في المسابقة , بسبب هذه الحادثة عانت الرياضية ماريانا من صدع خفيف في العظام وكسر في اثنين من اربطة أحد الكتفين ولذلك اضطرت إلى ترك السباق لمده شهر.

### دورة الألعاب الأولومبية 2012
وقد استند تصنيف الرياضين لدورة الألعاب الاولومبية على تصنيف الاتحاد الدولي للدراجات ما بين 8 مايو عام 2010 و 31 مايو عام 2012 والذي تم حسابه بدوره استنادا لنتائج المسابقات في كل دولة في جميع انحاء العالم، في الوقت المخصص لحصص دورة الألعاب الاولومبية كانت كولومبيا تحتل المركز الخامس في التصنيف النسائى لذلك حصلت على حصة واحده فقط للالعاب ,وهذه الحصة سوف تشغلها ماريانا التي ستكون مفوضة في هذا النوع من المسابقات .
وقد تم اختيار ماريانا كحاملة لواء كولومبيا لحضور حفل افتتاح دورة الألعاب من خلال مسابقة نظمت بواسطة اللجنة الاولومبية الكولومبية . في هذه المسابقة استطاع الكولومبيون ان يصوتو لصالح شخص واحد من عدة مرشحين كل هؤلاء الرياضين لديهم اداء تنافسى جيد , وقد حصلت ماريانا على اعلى نسبة تصويت حوالى 40٪
في 10 أغسطس فازت ماريانا بالميدالية الذهبية في نهائى سباق الدراجات النسائى في الألعاب الاولومبية مع تسجيل 37706 ثانية وبذلك أصبحت الرياضية الثانية التي حصلت على هذه الجائزة في تاريخ الرياضة الكولومبية . وقد استخدمت الميدالية أيضا بهدف المشاركة في البلد في دورة الألعاب الاولومبية في عام 2012 وقد تم اعتبارها الأفضل في تاريخ الدولة . وقد وصف اداء راكبة الدراجة اثناء اليوم بانه رائع بعد الانتهاء من المركز الأول في التصفيات الثلاثة للدور القبل النهائى .

## روابط خارجية
- ماريانا باخون على موقع أرشيف الدراجات (الإنجليزية)
- ماريانا باخون على موقع CycleBase (الإنجليزية)
- ماريانا باخون على موقع نتائج كأس العالم لسباقات دراجات (بي.أم.إكس) (الإنجليزية)
- ماريانا باخون على موقع اللجنة الأولمبية الدولية (الإنجليزية)
- ماريانا باخون على موقع أوليمبيديا (الإنجليزية)

## وصلات خارجية
- الموقع الرسمي